# Cerviniopsis stylicaudata
Cerviniopsis stylicaudata är en kräftdjursart som beskrevs av Lang 1936. Cerviniopsis stylicaudata ingår i släktet Cerviniopsis och familjen Cerviniidae. Inga underarter finns listade i Catalogue of Life.